# Zagrebačka banka
Загребачка банка (хорв. Zagrebačka banka «Загребський банк») — найбільший хорватський банк з іноземним капіталом. Належить групі UniCredit з Італії. Перший приватний банк у Хорватії, повністю приватизований ще 1989 року. Першим із банків отримав котирування на Загребській фондовій біржі в 1995 році. Одна з 24 компаній, включених до фондового індексу CROBEX.

## Історія
Заснований 1914 року муніципальною владою Загреба як «Gradska štedionica» (укр. міський ощадний банк) в той час, коли Загреб налічував 100 000 населення і швидко переростав у сучасне місто. Першорядною роллю банків було фінансування публічних компаній міста. Через два роки після свого заснування банк придбав Загребську компанію електричних трамваїв (ZET) і вклав значні кошти у розвиток трамвайної мережі та громадського транспорту загалом. Після Другої світової війни банк у 1946 р. було перейменовано на «Загребський міський ощадбанк» (хорв. Gradska štedionica Zagreb). Після низки реорганізацій упродовж наступних десятиліть деякі з його відгалужень зливаються, утворюючи 1977 року «Загребський банк» (призначений надавати позики місцевим фірмам), тоді як «Gradska štedionica» зосереджується лише на наданні фінансових послуг громадянам. Наприкінці 1980-х вони ще раз зливаються, утворюючи перший акціонерний банк у колишній комуністичній Югославії.
У березні 2002 року «Загребський банк» придбала група «UniCredit» з Італії. Активи цього найбільшого банку країни становлять 25 відсотків загальних активів банківського сектора Хорватії, а його послугами користуються 80 000 підприємств і 1,1 млн громадян.

## Банк у цифрах
- 129 відділень
- 862 банкоматів
- 520 тис. користувачів інтернет-банкінгу e-zaba
- 230 тис. користувачів мобільного банкінгу m-zaba
- 58 підприємницьких і комерційних центрів
- 2,7 млн власників карт
- 4300 співробітників
- 20,5 млн кун пожертв за 14 років програми заохочення жертовності[4][5]